# مارينا يورلوفا
مارينا يورلوفا (بالإنجليزية: Marina Yurlova)‏ (25 فبراير 1900 - 1 أبريل 1984) جندية روسية ومؤلفة. شاركت في الحرب العالمية الأولى ثم في الحرب الأهلية الروسية إلى جانب الحركة البيضاء المناهضة للشيوعية. أصيبت عدة مرات، فازت بصليب القديس جورج الروسي لشجاعتها ثلاث مرات. حتى وصلت في النهاية إلى فلاديفوستوك، ثم إلى اليابان وأخيراً إلى الولايات المتحدة الأمريكية، حيث بدأت بالعمل كراقصة.
نشرت يورلوفا سيرتها الذاتية في ثلاثة أجزاء: فتاة القوزاق عام Cossack Girl) 1934)، وداعا روسيا عام 1936 (Russia Farewell) والمرأة الوحيدة عام 1937 (The Only Woman).

## الحياة العملية

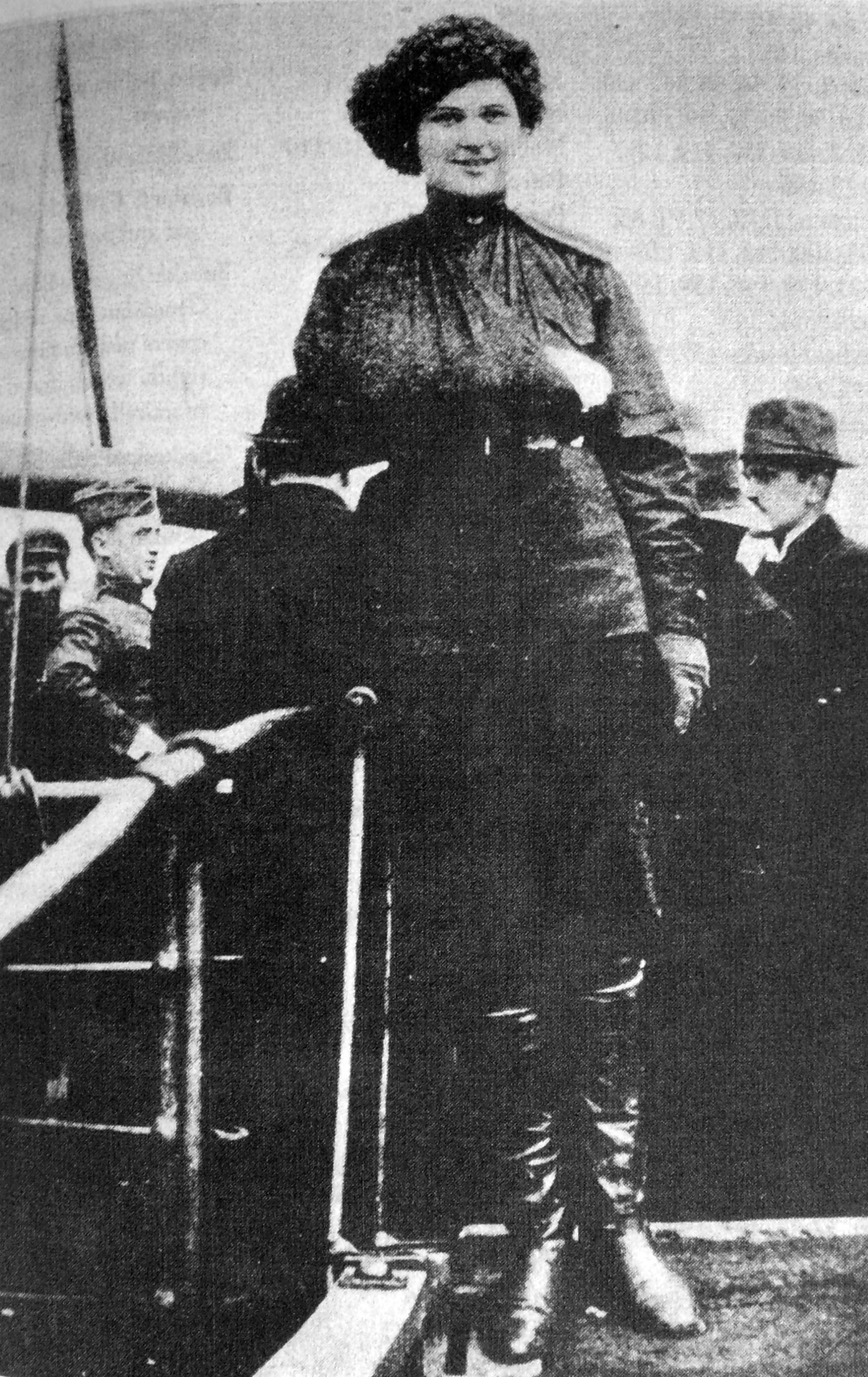
مارينا يورلوفا في الحرب العالمية الأولى

ولدت يورلوفا في راسكايا، قرية صغيرة بالقرب من كراسنودار، ابنة العقيد كوبان قوزاق. عندما بلغت يورلوفا عامها الرابع عشر فقط دخل والدها الحرب في أغسطس عام 1914. مصطدمة بذلك بتقاليد نساء القوزاق اللائي يتبعن رجالهن الذين كانوا يقفوا في المقدمة، وأصبحت جنديًا طفلًا في الجيش الروسي في سن الرابعة عشر على وجه التحديد إنضمت إلى كتيبة الرائدة سوتنيا (المكونة من أسطول 100 حصان) التابعة لفرثة إكتيرينودار الثالثة.
بدأت يورلوفا حياتها العملية كسائس في أرمينيا إلى أن رأها رقيب في الجيش من القوقاز يدعى كوسل الذي بدأ بتوجيهها وحمايتها حتى أنه اشترى لها زيا عسكريا رسميا جاعلا إيها تمامة حظ لوحدته. في عام 1915، اشتركت في مهمة مع كوسل، قتل فيها الأخير بينما أصيبت هي في ساقها بعد تفجير الجسور العابرة لنهر أراكسيس بالقرب من يريفان.
تلقت يورلوفا علاجها في مستشفى الصليب الأحمر في باكو ثم عادت إلى الجبهة الشرقية، حيث تدربت كميكانيكية سيارات وأصبحت سائقًا عسكريًا. في عام 1917، أصيبت بجراح وأمضت عام 1918 بالكامل تقريبًا في إحدى مستشفات موسكو، بعد معاناة من ارتجاج دماغي نتيجة انفجار قذيفة.
بعد تعافيها، انضمت مرة أخرى إلى القوات الروسية تحت قيادة الكابتن فلاديمير كابل حيث تعرضت لحادثة إطلاق نار من قبل البلاشفة لتصاب في كتفها أثناء قيامها بدورية. وفقًا لسيرتها الذاتية، فقد تم إرسالها عن طريق الخطأً إلى ملجأ في أومسك لمدة ثلاثة أسابيع تقريبًا بعد أن تعافت من هذا الجرح ومن الارتجاج الدماغي.
نتيجة لتدخل ضابط صديق لها، تم إطلاق سراحها ومنحها 500 روبل للسفر إلى المستشفى الأمريكي في فلاديفوستوك. لم تكن رحلتها بالسهلة حيث تم إيقاف القطار الذي كانت استقلته في وسط الأراضي القاحلة في سيبيريا، المحصورة بين جيشين من البلاشفة، لكنها استكملت رحلتها مع مجموعة من الضباط الروس بجانب مجموعة تضم حوالي 100 فرد من العائلة المالكة (رجالًا ونساءً). سافرت المجموعة عبر سيبيريا لمدة شهر حتى نجحت في النهاية إلى الوصول إلى مستشفى أمريكي في فلاديفوستوك والتي وصفته في مزكراتها بأنه «مكان هادئ ولطيف تماما».
ظلت يورلوفا في المستشفى ثلاثة أسابيع تقريبا حصلت بعدها على جواز سفر إلى سولفر سبرينغز باليابان.

## سيرتها الذاتية
نشرت يورلوفا سيرتها الذاتية في ثلاث روايات. كانت الرواية الأولى تحمل اسم «فتاة القوازق»، تم نشرها في عام 1934 اهتمت في بتغطية أحداث حياتها منذ سن الرابعة عشر عام مرورا بفترة الحرب التي دامت خمس سنوات، أسباب الانهيار المجتمعي في تلك الحقبة. أما الثانية فكانت تحمل اسم «وداعا روسيا»، تم اصدارها في عام 1936 والتي نشرت من قبل مطبعة مايكل جوزيف، 14 شارع هنريتا، دبليو سي 2، وطباعة قبل جريدة مايفلاور، بلايموث، إنجلترا، استطاعت فيها تغطية الأحداث حتى هجرتها إلى الولايات المتحدة في عام 1922. أما كتابها الثالث والأخير فحمل اسم المرأة الوحيدة (1937)، نشر في الولايات المتحدة بواسطة ماكاولي في عام 1938. تتناول الرواية قصة حياتها في الولايات المتحدة.
ارتفعت مبيعات النسخ المطبوعة لكتاب فتاة القوازق في الذكرى المئوية للحرب العظمى تزامنا مع إذاعة سلسلة 14- يوميات الحرب العظمى. أما الكتاب الثاني «وداعا روسيا» فكانت فرص بيع الطبعة الثانية والثالثة نادرة وضئيلة. بينما كانت عدد طبعات كتاب «المرأة الوحيدة» تفوق الكتاب الأول والثاني.

## في الثقافة الشعبية
يورلوفا هي واحدة من أولئك الذين تم وصف تجاربهم في زمن الحرب في كتاب «النساء الأبطال في الحرب العالمية الأولى: 16 مقاتلة رائعة، جنود، جواسيس ومسعفون» بقلم كاثرين جي آتوود في جريدة ريفيو بشيكاغو.
كما أنها واحدة من الشخصيات الأربعة عشر الرئيسية في سلسلة الدراما الوثائقية 14 لعام 2014 - يوميات الحرب العظمى (14 - Diaries of the Great War) حيث لعبت دورها الممثلة ناتاليا فيمر. هي أيضًا واحدة من الشخصيات الرئيسية في سلسلة الدراما الوثائقية صراع الأجيال في الجزء الثامن عام 2018.

## الحياة الشخصية
في عام 1922، هاجرت يورلوفا إلى الولايات المتحدة، حيث بدأت بالعمل كراقصة. تزوجت من المخرج وليام سي هاير وأصبحت مواطنة أمريكية في عام 1926.
في عام 1984، توفيت عن عمر يناهز 84 عامًا.

## وصلات خارجية
- السيرة الذاتية لصاحبة كتاب فتاة القوزاق
- فتاة القوزاق- على موقع جود ريدز.